# 普門寺 (八潮市)
普門寺（ふもんじ）は、埼玉県八潮市南川崎にある真言宗豊山派の寺院である。正式名所は大悲山 観音院 普門寺。本尊は不動明王。
武蔵国三十三観音札所第十九番札所。新四国四箇領八十八箇所霊場第70番札所。
中興の祖は法流開山が祐運和尚、香衣祖が大雲唯阿僧正。

## 歴史
永禄年間(1558年（永禄元年）～1569年（永禄12年）)に、盛源尊者が弘法大師の御教えの道場として、武蔵国木曾根村（現在の埼玉県八潮市木曽根）に開創。
1812年（文化9年）、唯阿僧正が、真言宗豊山派総本山 長谷寺の第三十九世能化になる。
1873年（明治6年）、川崎学校（小学校）の分校が普門寺におかれ、木曾根村と二丁目村の児童が就学。
1873年（明治6年）、川崎学校の分校が独立。木曾根学校と名称を変更し引き続き普門寺におかれる。
1886年（明治19年）、木曾根学校 廃校。
1923年（大正12年）、関東大震災で被災。本堂・庫裏が傾き、鐘楼堂は大破。
1941年（昭和16年）、第二次世界大戦の為、1767年（明和4年）に鋳造された梵鐘を供出。
1945年（昭和20年）、学童集団疎開地として本堂を提供。
1984年（昭和59年）、中川の河川改修工事という国家事業への協力の為、弘法大師御入定1150年御遠忌記念事業として、埼玉県八潮市南川崎へ移転。

## 境内
本堂、観音堂、大師堂、弘法大師修行像、六地蔵、宝篋印塔、山門
樹齢350年の多行松がある。

## 大雲唯阿僧正
普門寺中興の祖、唯阿僧正(大雲・一阿とも名乗る)は、普門寺で得度し、真言宗豊山派総本山長谷寺で修行を積んだ後、普門寺に戻って住職を勤めた。
その後、総本山長谷寺の第三十九世 能化となり、1812年（文化9年）から1818年（文政元年）まで勤め上げた。
1823年（文政6年）12月12日没。
1825年（文政8年）、長谷寺から唯阿僧正御愛用の緋法衣が賜与され、普門寺の寺宝として現在も大切に保存されている。 

## 武蔵国三十三観音札所
武蔵国三十三観音札所は、吉川市、越谷市、草加市、松伏町、三郷市、八潮市、川口市、葛飾区、足立区に札所があり、番外の2ヶ寺を足した三十五ヶ寺で構成されている観音霊場。
12年に一度、午の年に総御開帳が行われる。普門寺は十九番札所にあたり、正観世音菩薩を安置している。
二郷半領吉川村の観音信仰に厚い太郎兵衛・門三郎という人物が、夢で名僧の御啓示を得て、1702年（元禄16年）に各霊場を巡拝し霊場の巡拝路を記して、武蔵国三十三観音札所を開いたという由来が、版木本「武蔵三十三所観音巡礼縁起」に記されている。
「武蔵三十三所観音巡礼縁起」は、1738年（元文3年）に、大相模(現在の越谷市)の大聖寺 (越谷市) 第十六世 円妙和尚が記した版木本で、由来、巡礼順位、御詠歌などが記されている。

## 弘法大師御入定1150年御遠忌記念事業
永禄（1558年（永禄元年）～1569年（永禄12年））年間に開創されてから1984年（昭和59年）まで、普門寺は、武蔵国木曾根村（現在の埼玉県八潮市木曽根）の中川の河畔に位置していたが、中川が頻繁に氾濫するため、治水対策の為に国が河川改修工事を計画。河川拡幅工事の用地買収予定地に普門寺の土地も含まれた。
そのため普門寺は現在の埼玉県八潮市南川崎へと移転することとなり、弘法大師御入定1150年御遠忌記念事業として行われた。
新霊地には本堂・観音堂・庫裡等が再建され、山門・大師堂・石塔・樹木などが移され寺容が一新した。

## 交通アクセス
- 首都圏新都市鉄道つくばエクスプレス八潮駅より徒歩約20分、タクシーで約5分
- 首都高速6号三郷線八潮インターチェンジより約2km

## 周辺
- 八潮保育園
- 埼玉県立八潮南高等学校